# Teucrium salviastrum
Teucrium salviastrum é uma espécie de planta com flor pertencente à família Lamiaceae. 
A autoridade científica da espécie é Schreb., tendo sido publicada em Plantarum Verticillatarum Unilabiatarum Genera et Species 38.
Os seus nomes comuns são pólio, pólio-montano ou têucrio.

## Portugal
Trata-se de uma espécie presente no território português, nomeadamente em Portugal Continental.
Em termos de naturalidade é endémica da região atrás referida.

## Protecção
Não se encontra protegida por legislação portuguesa ou da Comunidade Europeia.